# Leksands Isstadion
Leksands Isstadion var en ishall i Leksand i Sverige. Den var hemmaplan för Leksands IF i ishockey. Anläggningen invigdes som utomhusbana 1954. Den konstfrusna isbanan stod klar den 28 oktober 1956, och invigdes av Svenska Ishockeyförbundets ordförande Helge Berglund den 17 november samma år. Isbanan byggdes sedan in, och blev en ishall som invigdes den 28 november 1965 av Kopparbergs läns landshövding Gösta Elfving. Efter att Tegera Arena stod klar i oktober 2005 revs Leksands Isstadion.